# Бонда (Гродненская область)
Бо́нда (бел. Бо́нда) — хутор в Сморгонском районе Гродненской области Белоруссии. Входит в состав Вишневского сельсовета.
Расположен у восточной границы района. Расстояние до районного центра Сморгонь по автодороге — около 37,5 км, до центра сельсовета агрогородка Вишнево по прямой — около 2 км. Ближайшие населённые пункты — Антосино, Боровые, Вишнево. Площадь занимаемой территории составляет 0,0186 км², протяжённость границ 570 м.

## Название
Название происходит от слова Бонда, означавшего участок земли выделенный за какие-либо заслуги.

## История
Ранее назывался Бунды (Bundy). В 1938 году застенок Бонда насчитывал 1 дым (двор) и 9 душ.
В 1939 году, согласно секретному протоколу, заключённому между СССР и Германией, Западная Белоруссия оказалась в сфере интересов советского государства и её территорию заняли войска Красной армии. Деревня вошла в состав новообразованного Сморгонского района Вилейской области БССР. После реорганизации административного-территориального деления БССР деревня была включена в состав новой Молодечненской области в 1944 году. В 1960 году, ввиду новой организации административно-территориального деления и упразднения Молодечненской области, Бонда вошла в состав Гродненской области.

## Население
Согласно переписи население хутора в 1999 году насчитывало 2 жителя.